# Liste des organismes littéraires de la Capitale-Nationale
 (juin 2022).
Cet article contient une liste d'organismes culturels actifs dans le milieu littéraire qui sont situés dans la Capitale-Nationale. Les organismes sont classés selon le type d'activité principale qu'ils exercent.

## Diffusion
- CKIA-FM, 88,3, Québec[1]
  - CKIA-FM est une radio communautaire dont la programmation comporte quelques émissions littéraires, également disponibles en balado en ligne.
- CKRL-FM, 89,1, Québec[2]
  - CKRL-FM est une radio communautaire partenaire de la Maison de la littérature et du festival Québec en toutes lettres. Elle diffuse à l’occasion des œuvres littéraires sonores associées à des événements ainsi que des balados sur son site web.

- Le Carnet Oblique[3]
  - Le carnet Oblique, regards sur l'innovation éditoriale est une revue qui s’adresse aux professionnels du milieu, aux chercheurs spécialistes ainsi qu'à toute autre personne qui s’intéresse « aux formes d’innovation éditoriale en contexte numérique[3] ».
- Maison de la littérature[4]
  - Dédiée autant aux professionnels de la discipline qu’au public, la Maison de la littérature est un espace d’écriture, de création, de production et de diffusion d’œuvres en arts littéraires. Composante majeure de la Bibliothèque de Québec, la Maison de la littérature abrite une bibliothèque publique, des cabinets d’écriture, un atelier de BD, un studio de création, une résidence d’écrivains et une scène littéraire. Elle présente tout au long de l’année une programmation variée d’expositions, d’ateliers, de rencontres, de spectacles et d’événements.

## Édition
- Alto / Laboratoire Les Autres Jours, Québec[5]
  - Éditions Alto est une maison d'édition qui encourage les nouvelles formes de publications et de partage des lettres. Leurs éditions sont disponibles dans les formats papier et numérique.
  - Le Laboratoire Les Autres Jours est un lieu d'échanges et de rencontres entre artistes de différentes pratiques.

- ATMA internationale, Québec[6]
  - ATMA internationale est une maison d'édition qui se spécialise dans les domaines de la santé, du mieux-être, de la spiritualité et de l'ouverture de conscience. Ils collaborent avec des auteurs et conférencier.ères à travers l'Europe et l'Amérique du Nord.

- BFLy, Québec[7]
  - Éditions BFLy est une maison d'édition spécialisée dans la publication de littérature jeunesse.
- Cap-aux-Diamants, la revue d’histoire du Québec, Québec[8]
  - Les éditions Cap-aux-Diamants publient de façon trimestrielle un magazine sur l'histoire du Québec.
- Caribou, édition créative, Québec[9]
  - Les éditions Caribou explorent la publication de littérature jeunesse, principalement grâce à une application pour iPad.
- Carrefours azur, Québec[10]
  - Éditions Carrefours azur est une maison d'édition écologique et artisanale, qui procède à l'impression de manuscrit seulement que sur demande. Le papier est produit à partir de forêts gérées durablement.
- Codicille éditeur[11]
  - Rattaché au Laboratoire Ex situ, Codicille éditeur procède à l'édition de publications scientifiques.

- Dauphin Blanc, Québec[12]
  - Le Dauphin Blanc est une maison d'édition spécialisée dans la publication d'ouvrages à propos du développement personnel et du cheminement spirituel[13].

- De Marque, Québec[14]
  - De Marque accompagne « les créateurs, les éditeurs, les enseignants, les étudiants et les lecteurs dans le domaine de l’édition numérique[15] » et promeut la culture en ligne.
- Éditions BASTA, Saint-Anne-de-Beaupré[16]
  - Les éditions BASTA se consacrent à la publication de poésie.
- Éditions cervidae[17]
  - Éditions cervidae se divisent en trois collections : poésie, romans noirs et recueils de nouvelles.
- Éditions conte de Montmartre[18]
  - Les Éditions conte de Montmartre publient majoritairement les contes de Paul-Edmont Savard. Les revenus de la vente de livres sont remis à un organisme qui lutte contre la pauvreté dans Montmartre.
- Éditions de Couberon, Québec[19]
  - Les Éditions Courberon s'engagent à publier des manuscrits qui ne sont pas destinés au grand public. Imprimés à petits tirages, la maison d'édition mise aussi beaucoup sur l'esthétique qui se traduit, notamment par la publication de livres-objets.
- Éditions de l'A.Z., Québec
  - Les Éditions de L'A.Z. se consacrent à la publication de poésie.
- Éditions du sablier[20]
  - Les Éditions du sablier étaient responsables de la revue Le Bilboquet. Depuis, ils publient surtout de la poésie et d'autres genres variés.
- Éditions du Septentrion, Québec[21]
  - Les Éditions du Septentrion se spécialisent en histoire, mais publient également de la fiction dans la collection Hamac, notamment.
- Éditions FouLire, Québec[22]
  - FouLire est une maison d'édition consacrée à la littérature jeunesse et à l'humour. Pour elle, le rire est un aspect non négligeable lorsque vient le temps d'intéresser les jeunes à la lecture.
- Éditions GID, Québec[23]
  - Les Éditions GID publient des ouvrages grand public à propos du patrimoine et de l'histoire du Québec et du Canada.
- Éditions grand-maman, Québec[24]
  - Les Éditions grand-maman se consacrent à la publication de littérature jeunesse.
- Éditions Hannenorak, Wendake[25]
  - Les Éditions Hannenorak publient les écrits des membres des Premières Nations. Étant une maison d'édition autochtone, ils s'engagent à faire rayonner les artistes et leurs œuvres, peu importe le genre littéraire, que ce soit de la poésie, de l'essai, du théâtre, de la littérature jeunesse, etc.
- Éditions Har'el, Saint-Augustin-de-Desmaures[26]
  - Les Éditions Har'el se consacrent à la publication de littérature religieuse.
- Éditions Hibiscus[27]
  - Les Éditions Hibiscus se consacrent surtout à la publication des œuvres de Denise Nadeau.
- Éditions Huit, Québec[28]
  - Les Éditions Huit tiennent deux collections : l'une d'œuvres anciennes, difficiles d'accès, et l'autre contemporaine, qui regroupe des titres actuels.

- Éditions JPLOU, Saint-Augustin-de-Desmaures[29]
  - Les Éditions JPLOU visent un public large en publiant de la littérature pour la jeunesse, mais aussi des documentaires, des essais et des biographies.
- Éditions Kayenne, Québec[30]
  - Les Éditions Kayenne publient autant des livres papier que numérique. Une attention particulière est accordée à la production des manuscrits ainsi qu'à leur esthétique.
- Éditions L'Hybride / Le Pavois, Québec[31],[32]
  - Les éditions L'Hybride souhaitent donner une voix aux personnes qui vivent avec des problèmes de santé mentale. Les auteurs sont également invités à participer aux différentes étapes de publication de leur manuscrit.
- Éditions M@griffe, Lac-Beauport[33]
  - Les Éditions M@griffe proposent des récits numériques ou audio pour les étudiants du secondaire ainsi que des ressources pédagogiques pour leurs enseignant.es. Le tout disponible en ligne.
- Éditions Midi Trente, Québec[34]
  - Les Éditions Midi Trente se spécialisent dans les ouvrages de psychologie et d’éducation. Ils contribuent au développement des enfants et des adolescents en fournissant des ressources aux parents et aux enseignants[35].
- Éditions Rémi Paradis, Québec[36]
  - Les Éditions Rémi Paradis se consacrent à la publication de bande dessinées de science-fiction d'auteurs québécois.
- Éditions Sylvain Harvé, Québec[37]
  - Les Éditions Sylvain Harvé se spécialisent dans l'édition de guides de voyages, publiés en anglais et en français. Ils publient également des romans adultes et jeunesses ainsi que des essais, des livres historiques et autres.
- Fabulle, Lac-Beauport[38]
  - Fabulle est une maison d'édition se spécialisant dans la publication d'ouvrages et outils d'apprentissage pour la jeunesse.
- Folie/culture, Québec[39]
  - Folie/culture est un organisme de bienfaisance qui se consacre à la sensibilisation de la santé mentale. Leurs pratiques sont multidisciplinaires.
- Imagémo, Québec[40]
  - Imagémo est une maison d'édition se spécialisant dans la publication de biographies, de récits de voyage, de contes, etc.
- Interscript, Québec
  - Interscript offre des services de mise en page, de graphisme et d'édition numérique.
- La maison des vipères, Québec[41]
  - La maison des vipères est une maison d'édition qui se consacre à la publication de livres d'horreur québécois.
- Lapsus. Revue de création littéraire - Université Laval, Québec[42]
  - Lapsus est une revue numérique dirigée par des étudiants de l'Université Laval. Elle regroupe des textes de création littéraire de tous genres.
- Le Crachoir de Flaubert, Québec[43]
  - Le crachoir de Flaubert est une revue de recherche-création publiée en ligne. Elle recense des œuvres littéraires, multimédiatiques (images, sons, vidéos), de même que des textes de réflexion sur la création en milieu universitaire et des comptes rendus.
- L’Écrit primal / Cercle d’écriture de l’Université Laval (CEULA), Québec[44]
  - L'Écrit primal est une revue de création littéraire, dans laquelle les membres du Cercle d'écriture de l'Université Laval sont invités à participer à la promotion et à la découvrabilité de la relève littéraire et de la littérature elle-même.
- Les Écrits d’à côté, Québec[45]
  - La maison d'édition Les Écrits d'à côté se consacre majoritairement à la publication d'écrivaines québécoises, peu importe le genre littéraire.
- Les folies passagères[46]
  - Les folies passagères est une maison d'édition indépendante, féministe et queer qui publie à la fois des livres et des fanzines.
- Les Intouchables, Québec[47]
  - La maison d'édition Les Intouchables se consacre davantage à la littérature jeunesse, bien que biographies, essais et recueils soient tout de même disponibles pour les adultes.
- Marcel Broquet éditeur, Québec[48]
  - Marcel Broquet éditeur est une maison d’édition spécialisée dans la science et ayant pour but de faire connaître la nature et l’environnement[49].

- Presses de l’Université du Québec, Québec[50]
  - Les Presses de l'Université du Québec se spécialisant dans la publication de livres scientifiques.
- Presses de l’Université Laval, Québec[51]
  - Les Presses de l'Université Laval se spécialisant dans la publication de livres scientifiques.
- Pruche et le pin, maison d’édition, Québec[52]
  - La maison d'édition Pruche et le pin se consacre majoritairement à la publication de poésie, mais aussi de roman.
- Services Vita Hominis, Québec[53]
  - Services Vita Hominis est une maison d’édition offrant le service de rédaction et d’édition de biographies pour particuliers et pour entreprises.
- Stroff-Arts, Québec
  - Stroff-Arts est une maison d'édition qui se spécialise dans la publication de textes littéraires.

- Septembre Éditeur, Québec[54]
  - Septembre Éditeur se consacre à la publication d'ouvrages liés au choix professionnel ainsi qu'au développement de carrière.

## Événementiel
- Congrès Boréal[55]
  - Le Congrès Boréal est un événement destiné aux lecteur, éditeurs, auteurs et amateurs, qui se consacre aux littératures de science-fiction, de fantasy, d'horreur et de fantastique au Québec. Le Congrès contribue « à l’effort collectif en appuyant le milieu littéraire et les auteurs dans leurs revendications » en plus de générer de l’emploi[55].
- Contes de la nature (club de lecture TD)
  - Les Contes de la nature proposent aux enfants d'en apprendre davantage sur la nature qui les entoure grâce aux contes, à la musique, au théâtre et au bricolage.
- Festival de la BD francophone de Québec, Québec[56]
  - Le Festival de la BD se consacre à la conception et à l'organisation d'événements et d'activités qui promeuvent la bande dessinée.
- Festival de théâtre de l’Université Laval, Québec[57]
  - Le Festival de théâtre de l'Université Laval est une production annuelle réalisée par les étudiants en théâtre de l'Université Laval. Ils mettent en place des spectacles, activités, échanges et autres projets liés aux arts performatifs.
- Kwahiatonhk! / Salon du livre des Premières Nations, Wendake[58]
  - La mission de Kwahiatonhk! est de promouvoir et diffuser des œuvres autochtones. Kwahiatonhk! favorise les rencontres entre les auteurs et leur public en organisant des spectacles littéraires, des déjeuners-poésie, des séances de dédicaces, des conférences, des tables rondes et autres événements.
- Imagination (Québec Writer’s Festival) / Morrin Centre, Québec
  - Le festival Imagination est consacré à la littérature anglophone. Organisé par le Morrin Centre, l'événement comprend des rencontres avec des auteurs, des ateliers d'écriture, des prestations musicales et plusieurs autres activités.
- La Promenade des écrivains, Québec[59]
  - La Promenade des écrivains est une activité de déambulation afin de redécouvrir, grâce au regard de différents auteurs, des endroits de la ville de Québec.
- Le Jamais lu Québec, Montréal[60]
  - Le Jamais lu présente des lectures théâtrales, autant pour les jeunes que pour les adultes, afin d'augmenter la découvrabilité des dramaturges de la relève. Le festival du Jamais lu a lieu à Québec, à Montréal, ainsi qu'à Paris.
- Le Mois de la poésie, Québec[61]
  - Le Mois de la poésie fait sortir la poésie du livre en présentant des activités, des prestations et des rencontres qui mélangent différentes disciplines artistiques.
- Le mot de tasse, Québec[62]
  - Le mot de tasse est une librairie-café qui encourage la créativité en organisant des événements participatifs.
- Les Ami.e.s. imaginaires[63]
  - Les Ami.e.s imaginaires visent la promotion et la diffusion du conte sous toutes ses formes. En plus de proposer des activités au communautaire, à Québec, l'organisme sans but lucratif culturel organise des spectacles gratuits.
- Les Poètes de l’Amérique française, Québec[64]
  - La mission des Poètes de l'Amérique française est de diffuser les œuvres phares de la poésie actuelle. Ils organisent, à Montréal et à Québec, des spectacles littéraires qui mélangent musique et poésie.
- Manif d’art, Québec[65]
  - La Manif d'art propose des lieux de création et de diffusion non conventionnels à des artistes de partout dans le monde. Cet organisme à but non lucratif souhaite promouvoir l'art actuel et rassembler plusieurs artistes en une même grande exposition.
- Marathon d’écriture de Québec[66]
  - Le Marathon d'écriture de Québec est un concours d'écriture dans lequel les participants sont invités à s'inspirer d'un lieu et d'un thème révélés sur place. Les participants ont douze heures consécutives pour rédiger une nouvelle. L'événement organise également des rencontres avec des auteurs professionnels.
- Les Nains bleus[67]
  - Le collectif les Nains bleus a pour but de propager des œuvres poétiques de manière anonyme et gratuite à Québec et dans ses environs. L'objectif est rendre la poésie accessible de la faire découvrir de manière inattendue.
- Pop numériqc, Québec[68]
  - Pop numériqc est un événement gratuit organisé par l’Institut Canadien de Québec dans le cadre de la Semaine numériQC afin de faire découvrir les plus récentes technologies. Des performances, conférences, rencontres, ateliers et plusieurs autres activités font également partie de la programmation.
- Quatrième de couverture (ACÉLUL), Québec[69]
  - Quatrième de couverture est un événement consacré à la recherche-création des étudiants à la maîtrise de l'Université Laval. Des auteurs et professeurs sont aussi présents pour des présentations et échanges avec les participants.
- Québec en toutes lettres, Québec[70]
  - Québec en toutes lettres est un festival de facture contemporaine présentant une littérature multiforme et intimement liée à la multidisciplinarité et à l’interdisciplinarité.  Événement phare de Québec, ville de littérature UNESCO, ce rendez-vous incontournable de la vie littéraire est un moment festif, convivial et rassembleur.
- Québec numérique, Québec[71]
  - Québec numérique est un organisme à but non lucratif qui organise des événements numériques. Ces activités ont également pour but de créer des échanges au sein de la communauté numérique de Québec.
- Recto-Verso / Mois Multi, Québec[72]
  - Les Productions Recto-Verso produisent le Mois Multi, un festival international d'arts multidisciplinaires qui diffuse et expose des œuvres avant-gardistes. Le festival encourage tous les artistes innovants, tant au Québec qu'à l'international.
- Salon des littératures, Québec[73]
  - Le Salon des littératures est un événement annuel organisé par les étudiants de l'Université Laval. Lieu de rencontre avec les différents acteurs des milieux littéraire, éditorial et artistique, le Salon des littératures propose des conférences, ateliers et tables rondes.
- Salon international du livre de Québec, Québec[74]
  - Chaque année, le Salon international du livre de Québec organise des entrevues et des tables rondes. Ce lieu d'échanges, de rencontres et de débats permet aux auteurs de partager et de tester de nouvelles idées.
- Semaine numériQC, Québec[75]
  - La Semaine numériQC est composée de conférences, d'ateliers, de panels et d'activités de réseautage et qui rassemble les amateurs et professionnels du numérique.
- Simili-festival[76]
  - Le Simili-festival célèbre la relève littéraire de Québec à travers des lectures, quiz littéraires, causeries, rétrospectives et spectacles littéraires.

- Spoken Word Québec[77]
  - La mission de Spoken Word Québec est de démocratiser la parole littéraire et de faire rayonner le spoken word et ses artistes dans la ville de Québec.

- Tremplin d’actualisation de poésie / SLAM cap[78]
  - Le Tremplin d'actualisation de poésie (TAP) est un organisme à but non lucratif qui offre une multitude d'activités en lien avec la poésie. Le TAP compte parmi ses activités les Vendredis de la poésie, les Slams sessions, le Mois de la poésie, Québec en toutes lettres, la Manif d'art, etc.

## Expérimentation / création / production
- Alto / Laboratoire Les Autres Jours, Québec[79]
  - Alto est un éditeur littéraire au format papier et numérique qui encourage les nouvelles formes de publications et de partage des lettres.
  - Le Laboratoire d'édition Les Autres Jours développe, en parallèle, des projets expérimentaux en lien avec la littérature.
- Avatar, Québec[80]
  - Avatar organise des projets, des réflexions et des rencontres entre artistes pour soutenir la création, la recherche, la diffusion et la circulation d'œuvres audios et numériques.
- BAM (Brouillon d’arts multi), Québec[81]
  - Le Brouillon d'arts multi est un événement multidisciplinaire qui réunit des étudiants en arts de la scène au Québec. Ces rencontres sont animées par des artistes professionnels qui renseignent sur les différents milieux artistiques dans les environs.
- Bureau des affaires poétiques, Québec[82]
  - Le Bureau des affaires poétiques (BdAP) est un organisme à but non lucratif qui produit et diffuse des spectacles littéraires ainsi que des activités de médiation culturelle afin d'encourager la relève littéraire.
- Carrefour international de théâtre, Québec[83]
  - Le Carrefour international de théâtre est un lieu de rencontre pour les artistes, les amateurs de théâtre ainsi que les professionnels du milieu. « Le Carrefour encourage le dialogue entre l’art et la société et propose au public des occasions de découverte, d’échange et d’expression[83] ».
- Cercle des conteurs de Québec, Québec[84]
  - Le Cercle des conteurs de Québec est formé de plusieurs conteurs.euses de la région de Québec. Ils organisent veillées, spectacles et rencontres afin d'échanger à propos des différentes manifestations du conte.
- Collectif RAMEN[85]
  - Le Collectif RAMEN encourage les publications et performances collectives, que ce soit dans le cadre d'ateliers de création, de spectacles littéraires, expérimentations multimédias, de soirées à micro ouvert ou d'édition de fanzines.

- CONTOURS, Québec[86],[87]
  - CONTOURS participe à la production, à la diffusion et à l'historicisation de projets poétiques, d'expérimentations scéniques et de rencontres pluridisciplinaires.

- Festival de théâtre de l’Université Laval, Québec[88]
  - Le Festival de théâtre de l'Université Laval est une production annuelle réalisée par les étudiants en théâtre de l'Université Laval. Ils mettent en place des spectacles, activités, échanges et autres projets liés aux arts performatifs.
- Folie/culture, Québec[39]
  - Folie/culture est un organisme de bienfaisance qui se consacre à la sensibilisation de la santé mentale. Leurs pratiques sont multidisciplinaires.
- Kukaï de Québec[89]
  - Le groupe Kukaï de Québec organise des soirées de création afin de promouvoir le haïku. Il offre également des ressources aux artistes haïkistes.
- La chambre blanche, Québec[90]
  - La chambre blanche est un centre d’artistes autogéré « voué à l’expérimentation des arts visuels et numériques, notamment des pratiques explorant les nouvelles technologies, dans un réseau international de résidence et d’échange[90] ». Elle se définit comme un « laboratoire s’articul[ant] autour de la recherche, de la création, de la production, de la documentation, de la formation et de la diffusion[90] ».
- La shop à bulles, Québec[91]
  - La shop à bulles est un atelier qui s'adresse aux auteurs.rices de bande dessinée. L'atelier se trouve dans la Maison de la littérature.
- L’Écrit primal / Cercle d’écriture de l’Université Laval (CEULA), Québec[44]
  - L'Écrit primal est une revue de création littéraire, dans laquelle les membres du Cercle d'écriture de l'Université Laval sont invités à participer à la promotion et à la découvrabilité de la relève littéraire et de la littérature elle-même.
- Nuages en pantalon, compagnie de création, Québec[92]
  - Nuages en pantalon produit des spectacles de théâtre multidisciplinaires pour les enfants et les adultes.
- Parenthèses 9[93]
  - Parenthèses 9 est une boîte de production fondée en 2014 et consacrée à la bande dessinée. Elle s’efforce, dans une perspective originale, de faire connaître la bande dessinée autrement que par la forme livresque. Ses événements, spectacles et animations font appel au numérique et aux arts multidisciplinaires pour mettre en valeur l'écriture et l'illustration de la BD.
- Productions Rhizome, Québec[94]
  - Les Productions Rhizome offrent de l'encadrement pour la création et la production de projets interdisciplinaires dont le cœur est littéraire.
- Société littéraire de Charlesbourg, Québec[95]
  - La Société littéraire de Charlesbourg est un organisme à but non lucratif qui organise des ateliers d’écriture, des rencontres mensuelles et des soirées de lectures (notamment de poésie), organisées par des membres et des invités. La société chapeaute, à l’occasion, des publications collectives d’œuvres littéraires.
- Théâtre La Bordée, Québec[96]
  - Le Théâtre La Bordée diffuse à la fois des productions originales, des productions invitées tirées du répertoire mondial.
- Théâtre Le Trident, Québec[97]
  - Le Théâtre Le Trident est un lieu de production et diffusion de théâtre francophone.
- Théâtre Périscope, Québec[98]
  - Le Théâtre Périscope est un « lieu de diffusion spécialisé en théâtre qui valorise la création, l’audace, l’expérimentation, la liberté ainsi que la prise de parole[99] ». Il favorise le soutien à la production des compagnies de théâtre de la région de Québec et diffuse essentiellement un théâtre de création.
- Ville de Québec - Entente de développement culturel (appel de projets culturels numériques), Québec[100]
  - L'appel de projets de l'Entente de développement culturel de la Ville de Québec vise, entre autres, à faire rayonner le milieu culturel.

## Formation / mentorat
- Les Ami.e.s. imaginaires[63]
  - Les Ami.e.s imaginaires proposent « des activités de médiation et d’éducation dans les milieux communautaires et culturels de Québec[63] ».
- Première Ovation / Cercle des auteurs de la relève, Québec[101]
  - Première Ovation est un programme de soutien à la relève artistique dans les domaines de la littéraire, des arts multidisciplinaires, du cirque, du patrimoine, du cinéma et autres de la Ville de Québec. Le volet « arts littéraires » offre différentes formes d’aide et de soutien aux jeunes écrivains comme du mentorat, des bourses de création, des résidences, des formations et des classes de maître. Le Cercle des auteurs de la relève est une réunion mensuelle de slameurs, conteurs, auteurs-compositeurs-interprètes, romanciers, poètes, bédéistes, dramaturges, nouvellistes et scénaristes émergents qui partagent leurs créations.

## Médiation / Pédagogie
- Annie Côté[102]
  - Annie Côté est une enseignante au niveau secondaire qui s’intéresse à la transmission de la littérature et des lettres par le numérique. Elle forme ses collègues enseignants sur l'utilisation des technologies en classe.
- APOP (Apprendre. Agir en numérique), Québec[103]
  - APOP « œuvre dans le domaine de l’intégration pédagogique des technologies de l’information et des communications en enseignement et en apprentissage et dans la vie citoyenne[103] ».
- Àtout-Lire. Groupe populaire en alphabétisation, Québec[104]
  - Àtout-Lire est un groupe qui favorise l’alphabétisation et la littératie à travers des activités de formation comme des ateliers, des clubs de lecture, etc. pour les citoyens du quartier Saint-Sauveur.

- Bibliothèque de l'Assemblée nationale, Québec[105]
  - « La Bibliothèque de l’Assemblée nationale conserve, organise, développe et rend disponibles ses collections pour contribuer à la vie politique et parlementaire du Québec. Elle offre à sa clientèle prioritaire de l’information et des analyses fiables et impartiales[106] » ainsi que des services de recherche, de référence, de développement des collections et du traitement documentaire, d'archives et de numérisation.

- Bibliothèque de l’Université Laval, Québec[107]
  - La bibliothèque « offre une panoplie de services qui faciliteront l'accès à ses millions de documents et ressources électroniques[107] ». Elle offre également un soutien à l’enseignement, à la rédaction et à la recherche et à l’édition savante.
- Bibliothèque de Québec, Québec[108]
  - En plus de l'abonnement et de la location de documents, la Bibliothèque de Québec offre des services d'assistance technologique et de services en ligne[109].
- Bureau des affaires poétiques, Québec[82]
  - Le Bureau des affaires poétiques (BdAP) est un organisme à but non lucratif qui produit et diffuse des spectacles littéraires ainsi que des activités de médiation culturelle afin d'encourager la relève littéraire.
- Coopsco[110]
  - Partenaire du milieu de l'enseignement, Coopsco offre plusieurs points de vente à ses membres.
- Espace patrimonial Félix-Leclerc, Saint-Pierre-de-l'Île-d'Orléans[111]
  - En plus d'être un lieu consacré à l'œuvre de Félix Leclerc, l'Espace Félix-Leclerc est un lieu de diffusion de « spectacles d'artistes de la chanson québécoise et française[111] ».
- Kwahiatonhk!, Wendake[58]
  - La mission de Kwahiatonhk! est de promouvoir et diffuser des œuvres autochtones.
- La Maison Anglaise, Québec[112]
  - La Maison Anglaise est une librairie indépendante qui s'engage à fournir livres, jeux et outils éducatifs, en anglais comme en espagnol, partout à travers le pays.
- Le Lieu, centre en art actuel / Les Éditions Intervention, Québec[113]
  - Le Lieu est un endroit de diffusion d'art multidisciplinaire. Le Centre « développe des moyens de faire interagir directement les générations d’artistes pour favoriser le transfert des connaissances, et ce, tant localement qu’internationalement[114] ».
- Les Ami.e.s. imaginaires[63]
  - Les Ami.e.s imaginaires proposent « des activités de médiation et d’éducation dans les milieux communautaires et culturel de Québec[63] ».
- Les libraires, Québec[115]
  - Les libraires est un regroupement de cent librairies indépendantes, toutes membres de la coopérative des Librairies indépendances du Québec (aussi des Maritimes et de l’Ontario). Leur site « offre un choix de plus de 1 300 000 livres papier et numériques en langue française[116] ». La bannière Les librairies est également responsable de la publication de la revue Les librairies, consacrée à l’actualité littéraire, paraissant six fois par année et « distribuée gratuitement dans les librairies indépendantes et dans le vaste réseau de bibliothèques[116] », salons du livre et autres lieux culturels.
- Lettres québécoises, Montréal[117]
  - La revue Lettres québécoises « propose des dossiers étoffés sur des sujets d’actualité littéraire, des chroniques sur la création et le monde du livre et elle se distingue par un cahier critique exhaustif dans lequel sont recensées les plus récentes nouveautés en littératures québécoise, franco-canadienne et anglo-québécoise[118] ».
- Librairie Laliberté, Québec[119]
  - La Librairie Laliberté participe à placer la lecture au cœur de sa communauté, notamment en accueillant plusieurs auteurs.trices de la littérature québécoise.
- Librairie Pantoute, Québec[120]
  - La Librairie Pantoute est une librairie indépendante de Québec qui compte deux succursales. Elle organise régulièrement des événements littéraires tels que des lancements de livres, des séances de signature et des causeries.
- L’Institut canadien de Québec / La Maison de la littérature, Québec[121],[87]
  - L’Institut canadien de Québec est un organisme privé à but non lucratif qui rassemble « des gens passionnés et dynamiques voués à la démocratisation du savoir et de la culture. Gestionnaire de la Bibliothèque de Québec et de la Maison de la littérature, L’Institut se consacre aussi à la diffusion et à la médiation culturelle[122] ».
- Morrin Centre, Québec[123]
  - « Le Morrin Centre se positionne comme un lieu d’échange entre les communautés linguistiques de la ville, permettant d’envisager notre avenir grâce à une meilleure compréhension de notre passé et de nos expériences communes[124] ».
- Nuit blanche, magazine littéraire, Québec[125]
  - Nuit blanche est une revue qui publie des dossiers et commentaires critiques à propos d’œuvres littéraires, des entrevues avec des auteurs et, dans une moindre mesure, des textes de création.
- Réseau des répondantes et répondants TIC (REPTIC)[126]
  - Le Réseau des répondantes et répondants TIC travaille dans les différents cégeps du Québec pour conseiller les enseignants dans l’intégration des technologies de l'information et de la communication (TIC) à leurs activités d’enseignement et d’apprentissage. Fournissent des outils, cadres de référence et un soutien technologique, mais aussi, au-delà de la dimension technique, des outils pour une bonne intégration pédagogique des TIC.
- Société historique de Québec[127]
  - La Société historique de Québec est un organisme à but non lucratif qui a pour mission, entre autres, « de promouvoir et de diffuser l’histoire et le patrimoine de la ville de Québec[128] »  et « de maintenir un centre de documentation sur l'histoire et le patrimoine de la ville de Québec et de sa région[128] ».

## Recherche / réflexion
- Centre de recherche interuniversitaire sur la littérature et la culture québécoise (CRILCQ), Québec[129]
  - Le CRILCQ contribue « au développement des connaissances sur la littérature et la culture québécoise en mettant sur pied des réseaux de recherche interdisciplinaires et internationaux[130] ». Le Centre organise également des événements, colloques et séminaires pour les étudiants et chercheurs dans le but d'encourager les échanges internationaux.
- Études littéraires, Québec[131]
  - Études littéraires est une revue scientifique dans laquelle les dossiers « Dossier », « Analyses » et « Débats » permettent un survol des « avancées théoriques et des études originales récemment parues en volume[132] ».
- Laboratoire des Nouvelles Technologies de l'Image, du Son et de la Scène (LANTISS), Québec[133]
  - Le Laboratoire encourage la remise en question des modes de production actuels en offrant des espaces d'exploration et de réflexion. LANTISS stimule également la recherche et la création de nouvelles techniques de production et de diffusion.
- Le Crachoir de Flaubert, Québec[43]
  - Le crachoir de Flaubert est une revue de recherche-création publiée en ligne. Elle recense des œuvres littéraires, multimédiatiques (images, sons, vidéos), de même que des textes de réflexion sur la création en milieu universitaire et des comptes rendus.
- Média 19, Québec[134]
  - Média 19 est une plateforme scientifique qui a pour but de faciliter l'accès à des documents, textes, sites et sources ancien.nes au grand public ainsi qu'aux chercheurs et étudiants. La plateforme offre également des versions annotées qui permettent de ressaisir le contexte des textes anciens.
- Pôles magnétiques, art et culture - Ste-Pétronille, île d'Orléans[87]
  - Cet organisme fait de la consultation dans la gestion, la production et la programmation en arts et culture. L'auteur Bernard Gilbert et la musicienne Esther Charron sont derrière l'entreprise.
- Réseau des villes créatives de l’UNESCO - Volet Québec, Québec[135]
  - Le Réseau des villes créatives de l’UNESCO « offre [..] des opportunités inédites aux villes pour, à partir de processus d’apprentissage par des pairs et de collaborations, tirer pleinement parti de leurs atouts créatifs et bâtir sur cette base un développement durable, inclusif et équitable sur les plans économique, culturel, environnemental et social[136] ».
- Revue Chameaux (revue d’études littéraires de l’Université Laval), Québec[137]
  - Chameaux est une revue numérique de critique, d’études et de réflexion littéraires fondée en 2008 et gérée par des étudiants de 1er, 2e et 3e cycles principalement affiliés à l’Université Laval. Elle promeut la mise en commun et la découvrabilité de nouveaux.lles critiques littéraires.

## Ressources générales (pour créateurs) / concertation
- Conseil de la culture des régions de Québec et de Chaudière-Appalaches, Québec[138]
  - Culture Capitale-Nationale et Chaudière-Appalaches représente les créateur.trices, organismes professionnels et porte-paroles et défend leur liberté d'expression. Elle promeut également les arts et la culture dans les milieux politiques et économiques.